# Saint-Micaud
Saint-Micaud è un comune francese di 251 abitanti situato nel dipartimento della Saona e Loira nella regione della Borgogna-Franca Contea.

## Società

### Evoluzione demografica
Abitanti censiti